# Cheilanthes bolborrhiza
Cheilanthes bolborrhiza, vrsta papratnjača iz porodice bujadovki. Izdvojena je u zaseban rod Cheilanthes, u kojemu je jedina vrsta. Domovina su joj Meksiko (Oaxaca, Jalisco, Morelos, država Mexico) i Srednja Amerika (Salvador)

## Sinonimi
- Hemionitis bolborrhiza (Mickel & Beitel) Christenh.